# Serguey Torres Madrigal
Serguey Torres (Sancti Spíritus, 20 gennaio 1987) è un canoista cubano, specializzato nella velocità.
Si è laureato campione olimpico nel C2 1000 metri a Tokyo 2021, insieme a Fernando Jorge.

## Palmarès
- Giochi olimpici

Tokyo 2020: oro nel C2 1000 m.
- Mondiali

Zagabria 2005: argento nel C-2 1000 m, bronzo nel C-2 200 m e nel C-2 500 m.
Duisburg 2007: argento C-2 1000 m.
Mosca 2014: bronzo nel C-2 500 m.
Račice 2017: argento nel C-1 5000 m e nel C-2 1000 m.
Montemor-o-Velho 2018: argento nel C-2 1000 m.
Seghedino 2019: argento nel C-2 1000 m.
Copenhagen 2021: bronzo nel 	C-2 1000 m.
Dartmouth 2022: argento nel C-1 5000 m.
- Giochi panamericani

Rio de Janeiro 2007: oro nel C-2 500 m e nel C2 1000 m.
Guadalajara 2011: oro nel C2 1000 m.
Toronto 2015: bronzo nel C-2 1000 m.
Lima 2019: oro nel C2 1000 m.
- Giochi centramericani e caraibici

Cartagena de Indias 2006: oro nel C-2 500 m e nel C-2 1000 m, argento nel C-1 1000 m.
Veracruz 2014: oro nel C-1 1000 m e nel C-2 1000 m.
Barranquilla 2018: oro nel C-2 1000 m.